# إنديانابوليس 500 سنة 1935
سباق إنديانا بوليس -500 ميل 1935 أقيم في حلبة إنديانابوليس موتور سبيدواي في 30 مايو 1935 وفاز في السباق كيلي باتيلو بمتوسط سرعة 106.240 ميل/س (170.977 كم/س).
وكان أول المنطلقين ريكس ميس بسرعة 120.736 ميل/س (194.306 كم/س).